# Sistema Público Nacional de Salud
En Venezuela, el Sistema Público Nacional de Salud (SPNS) es un organismo dependiente del gobierno nacional que establece las directrices de la organización y financiamiento del sistema de salud público del país y asesora el Ministerio del Poder Popular para la Salud de Venezuela. El SPNS fue ideado en la constitución de 1999 y finalmente diseñado como parte de la reforma de ley de salud e integra en un solo ente la salud pública correspondiente a la Sanidad Militar, el Ministerio de Salud (orientado fundamentalmente hacia Barrio Adentro I, II, III y IV), el Instituto Venezolano de los Seguros Sociales, el IPASME adscrito al Ministerio del Poder Popular para la Educación y los organismos de salud dependiente de alcaldías y gobernaciones.

## Principios
El diseño del SPNS proviene del Sistema Metropolitano de Salud y agrupará a todos los hospitales, ambulatorios y centros asistenciales bajo un esquema descentralizado administrados por cada estado. La empresa privada tiene participación en el Sistema Público Nacional de Salud proveyendo bienes e insumos que complementen los servicios de salud y la hagan más económica. La Ley Orgánica de Salud de Venezuela establece que el SPNS se rige por los principios de Universalidad, Equidad, Gratuidad, Solidaridad, Integración Social, Unicidad, Integridad y Transectorialidad, Pertinencia Cultural y Lingüística, Participación y Cor-responsabilidad Social y Efectividad Social: los mismos que definieron inicialmente a Barrio Adentro.
La atención del paciente dentro del Sistema Público Nacional de Salud comienza en Barrio Adentro. De necesitar especialistas o atención de urgencia que no provee Barrio Adentro, el paciente es referido a hospitales especializados que forman parte de la instancia pública del estado.